# Marcel Fleury
Marcel Fleury (Le Val-Saint-Germain, 30 dicembre 1884 – Nancy, 16 agosto 1949) è stato un vescovo cattolico francese, vescovo di Nancy dal 1934 al 1949.

## Biografia
Fleury nacque a Le Val-Saint-Germain, nel dipartimento dell'Essonne, nel 1884.
Fu ordinato sacerdote il 29 giugno 1916 per la diocesi di Versailles dal vescovo Charles-Henri-Célestin Gibier.
Il 24 dicembre 1934 papa Pio XI lo nominò vescovo di Nancy. Ricevette la consacrazione episcopale l'11 febbraio 1935 nella cattedrale di Versailles dal vescovo Benjamin-Octave Roland-Gosselin (poi arcivescovo), allora vescovo di Versailles, co-consacranti i vescovi Georges-Auguste Louis, vescovo di Périgueux, e Paul-Marie-André Richaud (poi arcivescovo e cardinale), vescovo titolare di Irenopoli di Isauria ed ausiliare di Versailles.
Morì il 16 agosto 1949.

## Genealogia episcopale e successione apostolica
La genealogia episcopale è:
- Cardinale Guillaume d'Estouteville, O.S.B.Clun.
- Papa Sisto IV
- Papa Giulio II
- Cardinale Raffaele Sansone Riario
- Papa Leone X
- Papa Paolo III
- Cardinale Francesco Pisani
- Cardinale Alfonso Gesualdo di Conza
- Papa Clemente VIII
- Cardinale Pietro Aldobrandini
- Cardinale Laudivio Zacchia
- Cardinale Antonio Barberini, O.F.M.Cap.
- Cardinale Nicolò Guidi di Bagno
- Arcivescovo François de Harlay de Champvallon
- Cardinale Louis-Antoine de Noailles
- Vescovo Jean-François Salgues de Valderies de Lescure
- Arcivescovo Louis-Jacques Chapt de Rastignac
- Arcivescovo Christophe de Beaumont du Repaire
- Cardinale César-Guillaume de la Luzerne
- Arcivescovo Gabriel Cortois de Pressigny
- Arcivescovo Hyacinthe-Louis de Quélen
- Vescovo Louis-Charles Féron
- Vescovo Pierre-Alfred Grimardias
- Cardinale Guillaume-Marie-Romain Sourrieu
- Cardinale Léon-Adolphe Amette
- Arcivescovo Benjamin-Octave Roland-Gosselin
- Vescovo Marcel Fleury

La successione apostolica è:
- Vescovo Lucien-Louis-Claude Martin (1935)
- Arcivescovo Louis-Marie-Fernand de Bazelaire de Ruppierre (1947)